# Iceman

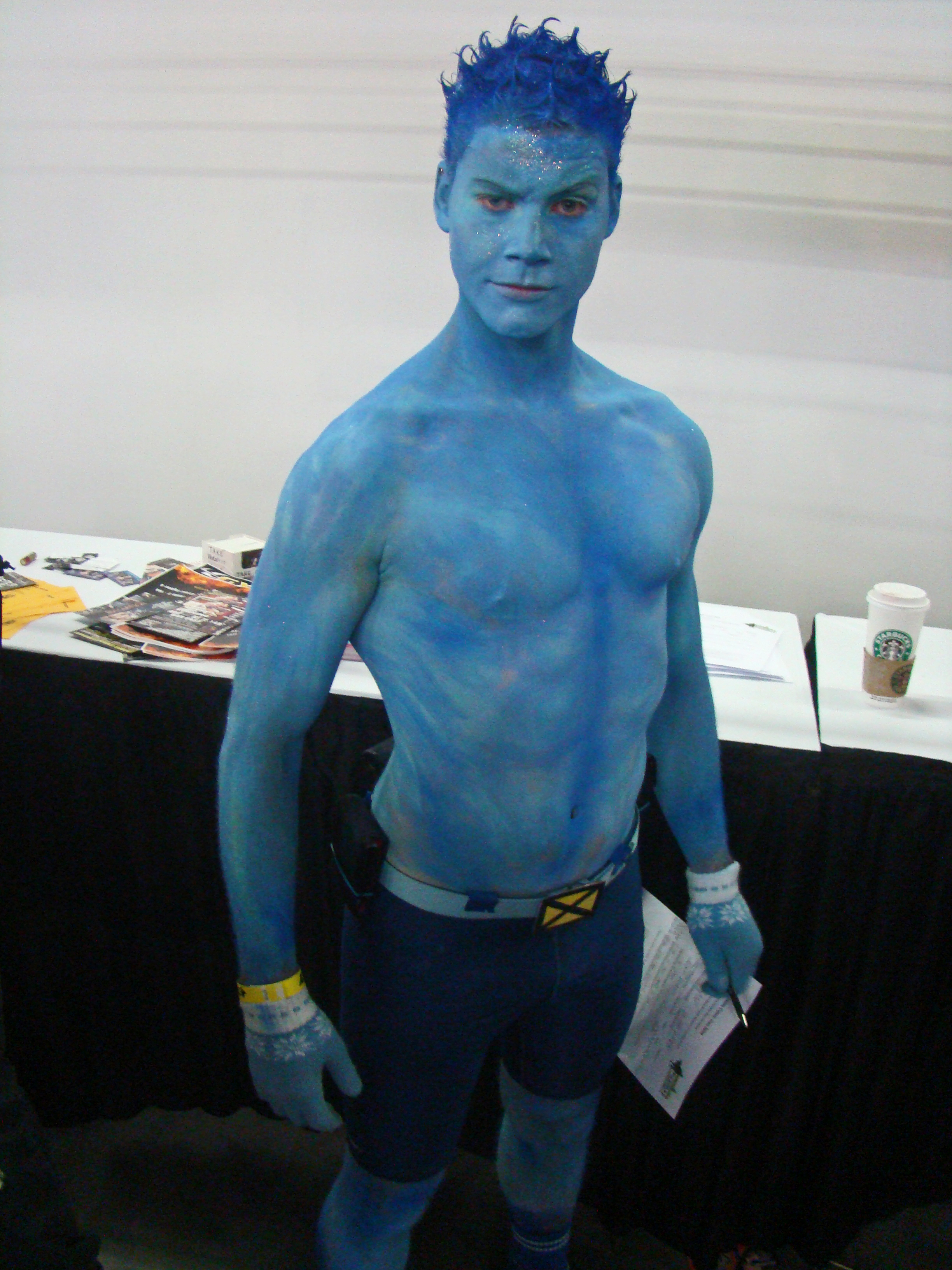
En person utklädd till Iceman

Iceman (tidigare kallad Ismannen i Sverige) är en seriefigur som förekommer i X-men.
Iceman, eller Bobby Drake som han egentligen heter, har kraften att frysa saker och till viss del kontrollera temperaturen. Han är oerhört begåvad.

## I serien
Iceman debuterade i X-Men #1 (september 1963) som en del av original-gruppen. Han slutade i nämnda grupp i Giant-Size X-Men #1 (1975). Under sena 70-talet ingick han i superhjälte-gruppen The Champions  med bl.a. Angel (en annan X-Man).

Från 1986 ingick han i gruppen X-Factor, innan han återvände till X-Men 1992.

## I filmen
Han kallas för Iceman och är tillsammans med Rogue. Då hon inte kan vidröra folk utan att absorbera deras krafter har de svårigheter att vara med varandra. Han är dock tåligare än andra på grund av sina mutantiska krafter. Han och Pyro gick tillsammans på professor Xaviers Skola för Begåvade när Rogue kom dit och de tävlade om hennes gunst och Iceman vann. Sedan dess råder en viss rivalitet dem emellan. 
Bobbys familj bor i Boston och kände inte till hans krafter innan han tillsammans med X-men var tvungen att åka dit. De trodde att han var på en vanlig prep-skola. Hans familj, speciellt hans bror Ronny, tog det hårt och fientligt.

## I TV-serien (Tecknad)
Iceman har inte deltagit mycket i de tecknade TV-serierna. Men ofta framställs han som en allmän tjejtjusare och inte speciellt attraherad av Rogue. Rogues förälskelse är då en annan X-Man kallad Gambit.